# كوايت سوبر سونيك تكنولوجي
كوايت سوبر سونيك تكنولوجي، (QueSST، تقنية سرعة فوق صوتية صامتة). (بالإنجليزية: Quiet Supersonic Technology)‏. هو مشروع تابع لوكالة ناسا لشركة لوكهيد مارتن لبناء طائرات - إكس تجارية أسرع من الصوت ضجة اختراق الصوت منخفضة. بدأ التصميم المبدئي في فبراير 2016 ومن المتوقع انتاجها عام 2021 لتقوم بتجاربها عام 2022. من المتوقع أن تصل سرعتها إلى ماك 1.42 على ارتفاع 55 آلف قدم ولا تنتج ضوضاء أعلى من 75 ديسبيل.

## خلفية تاريخية
كان تسليم الطائرة طائرات - إكس في أواخر عام 2021 لاختبارات الطيران اعتبارًا من عام 2022. يجب أن تنطلق في ماخ 1.42 و 55000 قدم (17000 متر) ، مما يؤدي إلى تكوين 75 مستوى منخفضًا للديبلوب (PLDB) مقبولية النقل الأسرع من الصوت. 